# Holzheim am Forst
Holzheim am Forst är en kommun och ort i Landkreis Regensburg i Regierungsbezirk Oberpfalz i förbundslandet Bayern i Tyskland.
Kommunen ingår i kommunalförbundet Kallmünz tillsammans med köpingen Kallmünz och kommunen Duggendorf.